# Suzanne Fortier
Pour les articles homonymes, voir Fortier.
Suzanne Fortier, née le 11 novembre 1949 à Saint-Timothée au Québec, est la rectrice de l'Université McGill depuis septembre 2013. Le mandat est de cinq ans. Scientifique, elle a participé à l'écriture de plus de 80 publications scientifiques et reçu plusieurs prix. Elle est également professeure et leader universitaire.

## Études
Elle a obtenu un baccalauréat en sciences en 1972 et un doctorat en 1976 de l'Université McGill.